# My World (album Justina Biebera)
My World – debiutancka EP kanadyjskiego piosenkarza Justina Biebera. W USA wydana została 17 listopada 2009, natomiast w Polsce 29 stycznia 2010 roku. Jego cztery pierwsze single, „One Time”, „One Less Lonely Girl”, „Love Me” i „Favorite Girl”, znalazły się w czołowej piętnastce Canadian Hot 100 i w czołowej czterdziestce Billboard Hot 100. Tym samym Bieber stał się jedynym artystą w historii listy Billboard Hot 100, którego cztery single z debiutanckiej płyty znalazły się w Top 40 przed wydaniem płyty. Album zebrał przychylne recenzje od krytyków i zadebiutował na 6 miejscu na Billboard 200. W pierwszym tygodniu sprzedaży album sprzedał się w ilości 137 000 egzemplarzy, co było najlepszym wynikiem debiutującego artysty w 2009 roku, do momentu ukazania się debiutanckiej płyty Susan Boyle I Dreamed a Dream. Znalazł się on także na 1 miejscu kanadyjskiej listy Albums Chart. Premiera drugiej części została wydana w marcu 2010, pod tytułem My World 2.0.

## Lista utworów
| #            | Tytuł                                                                                        | Autor | Producent                                   | Czas |
| ------------ | -------------------------------------------------------------------------------------------- | --- | ------------------------------------------- | ---- |
| 1.           | „One Time”                                                                                   | Tricky Stewart, The-Dream, James Bunton, Corron Cole, Thabiso Nkhereanye                                                       | C. Stewart, Kuk Harrell, J. Bunton, C. Cole | 3:35 |
| 2.           | „Favorite Girl”                                                                              | Antea Birchett, Anesha Birchet, Dernst Emile II, Delisha Thomas                                                                | D’Mile                                      | 4:16 |
| 3.           | „Down to Earth”                                                                              | Justin Bieber, Midi Mafia, Mason Levy, Carlos Battey, Steven Battey                                                            | Midi Mafia                                  | 4:05 |
| 4.           | „Bigger”                                                                                     | Justin Bieber, Midi Mafia, Dapo Torimiro, Lonny Breaux                                                                         | Midi Mafia, Dapo Torimiro                   | 3:17 |
| 5.           | „One Less Lonely Girl”                                                                       | Ezekiel Lewis, Balewa Muhammad, Sean Hamilton, Hyuk Shin, Usher Raymond IV                                                     | E. Lewis, B. Muhammad, S. Hamilton, H. Shin | 3:49 |
| 6.           | „First Dance” (featuring Usher)                                                              | Justin Bieber, Usher Raymond IV, Jesse „Corparal” Wilson, Ryan Lovette, Dwight Reynolds, Alexander „Prettyboifresh” Parhm, Jr. | Prettyboifresh                              | 3:42 |
| 7.           | „Love Me”                                                                                    | Peter Svensson, Nina Persson                                                                                                   | DJ Frank E                                  | 3:12 |
| Bonus tracks |                                                                                              | |                                             |      |
| 8.           | „Common Denominator” (U.S., Canadian, Australian iTunes and „My Worlds” Edition bonus track) | Justin Bieber, Lashaunda „Babygirl” Carr                                                                                       | L. Carr                                     | 4:02 |
| 9.           | „One Less Lonely Girl” (French Adaptation; Canadian release only)                            | Ezekiel Lewis, Balewa Muhammad, Sean Hamilton, Hyuk Shin, Usher Raymond IV; translation: Andrée Watters                        | E. Lewis, B. Muhammad, S. Hamilton, H. Shin | 3:48 |

## Pozycje na listach
| Lista                | Kraj              | Pozycja |
| -------------------- | ----------------- | ------- |
| IRMA                 | Irlandia          | 1       |
| Ö3 Austria Top 40    | Austria           | 2       |
| RIANZ                | Nowa Zelandia     | 2       |
| AFP                  | Portugalia        | 2       |
| VG-lista             | Norwegia          | 3       |
| UK Albums Chart      | Wielka Brytania   | 3       |
| SNEP                 | Francja           | 4       |
| Billboard 200        | Stany Zjednoczone | 5       |
| Media Control Charts | Niemcy            | 7       |
| Tracklisten          | Dania             | 9       |
| Schweizer Hitparade  | Szwajcaria        | 9       |
| Ultratop 50          | Belgia            | 16      |
| AMPROFON             | Meksyk            | 18      |
| OLiS                 | Polska            | 19      |
| Sverigetopplistan    | Szwecja           | 21      |
| MegaCharts           | Holandia          | 52      |
| PROMUSICAE           | Hiszpania         | 71      |